# Haga
Haga (în neerlandeză:  Den Haag, oficial și:  's-Gravenhage), este sediul guvernului Țărilor de Jos. Este situată în partea de vest a provinciei Olanda de Sud (Zuid-Holland), a cărei reședință este.
Haga este sediul de facto al guvernului neerlandez, dar nu este capitala Țărilor de Jos, rol desemnat prin constituție comunei Amsterdam. Haga este sediul camerelor superioare (Eerste Kamer) și inferioare (Tweede Kamer) ale parlamentului neerlandez (Staten-Generaal). Regele Willem-Alexander are reședința și biroul de lucru la Haga, iar toate ambasadele statelor străine sunt situate aici. De asemenea, la Haga sunt situate Curtea supremă (Hoge Raad der Nederlanden) și Consiliul de Stat (Raad van State).

## Nume
Numele oficial al comunei este 's-Gravenhage, care înseamnă „ocolul contelui”. Acesta se referă la începuturile așezării, care a fost inițial reședința de vânătoare  a conților olandezi. După ocupația napoleoniană, nu se mai face din punct administrativ distincție între sat și oraș, de aceea Haga este azi o comună.

## Istorie
În istoria satului Haga, sectorul judiciar a jucat întotdeauna un rol important. După ce, în secolul al XIV-lea, la Haga au fost transferate curțile supreme de justiție ale provinciilor Zeeland și Olanda, importanța satului a început să crească. La sfârșitul secolului al XVI-lea, aici s-a mutat curtea regală, după ce Mauriciu de Nassau și-a ales Haga drept reședință. Exemplul curții a fost urmat apoi de guvernul din Delft.  În secolul al XVII-lea, pe când Olanda întemeia fără încetare noi colonii, țara a fost condusă cu o mână de fier.
Între anii 1584 și 1795, la Haga s-au ținut dezbaterile reprezentanților provinciilor neerlandeze, ceea ce a constituit începutul parlamentului de astăzi. Haga nu deținea, mai înainte, statut de oraș (de unde porecla de „cel mai mare sat din Europa”), nefiind din acest motiv înconjurată de ziduri de apărare. Haga a devenit oraș în 1795, pentru scurt timp, din 1798 existând din punct de vedere administrativ numai comune.
Haga n-a avut timp să clădească ziduri de oraș. Chei ale „orașului” au fost făcute la repezeală de un argintar, fiind folosite de numai două ori. Ele au dispărut în cursul celui de-al Doilea Război Mondial.
Conferințele de Pace din anii 1899 și 1907, încheiate cu Acordul de la Haga privind reglementarea războaielor pe uscat, au conferit așezării o importanță internațională. Moștenirea materială lăsată de aceste evenimente o reprezintă Palatul Păcii, construit în stil neogotic între anii 1907 și 1913, mulțumită contribuțiilor și donațiilor din lumea întreagă. Din anul 1922, această clădire este sediul Curții Internaționale de Justiție. Acest organism judiciar, format din 15 judecători, și-a reluat activitatea după încheierea celui de al Doilea Război Mondial, devenind instanța supremă de justiție a ONU.

## Geografie

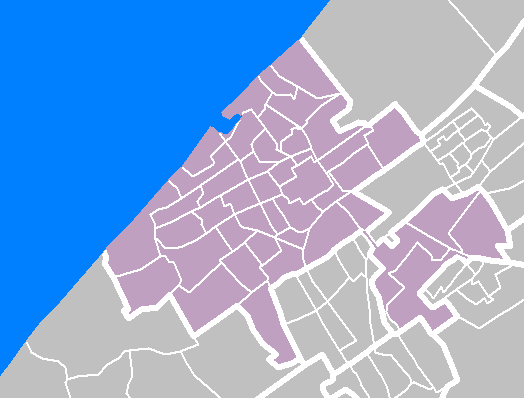
Districtele comunei Haga

Haga este divizată din punct de vedere administrativ în opt districte (stadsdelen). Spre deosebire de Amsterdam și Rotterdam, acestea nu au rol politic, neavând un consiliu separat. Districtele sunt:
- Escamp
- Haagse Hout
- Laak
- Leidschenveen-Ypenburg
- Loosduinen
- Centrum
- Scheveningen
- Segbroek

## Organizații internaționale

Palatul Păcii din Haga

Haga joacă un rol important în politica internațională. Aici își au sediul peste 150 organizații internaționale. Principalele instituții sunt:
- Eurojust, corpul procurorilor statelor membre ale Uniunii Europene
- Europol, Biroul de poliție european
- Curtea Internațională de Justiție
- Curtea Penală Internațională
- Tribunalul Penal Internațional pentru fosta Iugoslavie
- Curtea Permanentă de arbitraj.

## Cultură
Perioada de glorie a satului Haga a fost cuprinsă între secolele al XVI-lea și al XVII-lea. Din aceea perioadă datează numeroase biserici (cum ar fi Nieuwe Kerk) și rezidențe, printre care se numără Palatul Huis ten Bosch (reședința regală) și Mauritshuis. Tot în aceea vreme, satul a devenit un centru important al portretisticii și al peisagisticii, precum și al tipografiei, al gravurii, al sculpturii și al meșteșugului aurarilor.
Aceste tradiții artistice au fost continuate în secolul al XIX-lea de așa numita Școală de la Haga (în care au fost activi pictori de seamă, precum  Isaac Israẽls și Anton Mauve), precum și de Haagse Kunstkring, o asociație artistică prestigioasă locală și un mediu artistic prielnic tuturor artiștilor plastici, de la simboliști, impresioniști și neoimpresioniști până astăzi.
Două dintre principalele monumente ale comunei se ridică unul lângă altul :Muzeul Mauritshuis și clădirea parlamentului, Binnenhof
- Escher Museum, un muzeu consacrat lui Maurits Cornelis Escher.
- Madurodam
- Mauritshuis

## Personalități născute aici
- Dirk van der Aa (1731 - 1809), pictor;
- Frederic Wilhelm (1768 - 1816), prinț de Nassau, Weilburg;
- Willem al II-lea (1792 - 1849), rege al Țărilor de Jos;
- Bernardus Johannes Blommers (1845 - 1914), pictor;
- Louis Apol (1850 - 1936), pictor;
- Willem Alexander Charles Henry Frederick (1851 - 1884), prinț de Orania;
- Simon van der Meer (1925 - 2011), fizician, laureat Nobel pentru Fizică;
- Jon J. van Rood (1926 - 2017), imunolog;
- Cees Nooteboom (n. 1933), scriitor;
- Aad de Mos (n. 1947), antrenor de fotbal;
- Ing Yoe Tan (1948 - 2020), om politic;
- Carel Struycken (n. 1948), actor;
- Ronald Plasterk (n. 1957), om politic, biolog;
- Tim Krul (n. 1988), fotbalist;
- Nathan Aké (n. 1995), fotbalist.